# Alberto Vendemmiati
Alberto Vendemmiati (San Donà di Piave, 1965) è un regista e direttore della fotografia italiano.

## Biografia
Inizia la sua carriera artistica lavorando come attore per alcuni anni, dopo essersi diplomato presso la Scuola di Teatro di Bologna.
Laureatosi nel 1993 al DAMS dell'Università di Bologna in Spettacolo e Comunicazione, consegue nel 1994 il diploma di regia al Centro Sperimentale di Cinematografia di Roma.
Nei suoi primi lavori, due cortometraggi (La grande Acqua del 1993 e Due del 1994), indaga il legame tra documentario e finzione.
Nel 1994 dirige, insieme ad Andrea Aurigemma e Fausto Brizzi, il lungometraggio Cadabra, ispirato alla figura di Cesare Zavattini. Il film, interpretato da Felice Andreasi e coprodotto da Quadra Image e C.S.C., non viene distribuito.
Nel 1998 inizia la collaborazione con Fabrizio Lazzaretti realizzando i due documentari sul disagio mentale Crucifige e Le voci fuori, poi trasmessi da Rai 3.
La collaborazione con Lazzaretti prosegue con Jung - Nella terra dei Mujaheddin, dove Vendemmiati oltre ad essere coproduttore e coregista è anche operatore e tecnico del suono, e con Afghanistan: effetti collaterali, dove si occupa anche del montaggio. In questi lavori i due registi documentano le attività dell'ong Emergency in Afghanistan.
Realizza poi il documentario musicale Agricantus in tour, seguendo appunto il tour del gruppo world music degli Agricantus in Italia meridionale e in Siria tra l'estate 2003 e 2004.

## Filmografia parziale

### Corti
- Concorso di stato (1993)
- La grande acqua (1993)
- È un apostrofo rosa (1994)
- Due (1994)

### Documentari
- Cadabra (1997)
- Crucifige, regia di Fabrizio Lazzaretti e Alberto Vendemmiati (1998)
- Le voci fuori, regia di Fabrizio Lazzaretti e Alberto Vendemmiati (1998)
- Jung (guerra) - Nella terra dei Mujaheddin (Jung (War) in the Land of the Mujaheddin), regia di Fabrizio Lazzaretti e Alberto Vendemmiati (2001)
- Afghanistan: effetti collaterali, regia di Fabrizio Lazzaretti e Alberto Vendemmiati (2002)
- Agricantus in tour
- La persona de Leo N. (2005)
- Left by the Ship, regia di Emma Rossi Landi e Alberto Vendemmiati (2010)

## Riconoscimenti
In occasione della rassegna Asti Film Festival del 2012 ha vinto con Left by the Ship il primo premio giuria come miglior regia e miglior film nella sezione "documentari"